# Jonathan Grant
Jonathan Grant (Pickering, 15 ottobre 1993) è un calciatore canadese naturalizzato guyanese, difensore dell'Atlético Ottawa e della nazionale guyanese.

## Carriera

### Club

#### Gli inizi
Dopo aver trascorso quattro anni nelle giovanili del Sigma FC, ha frequentato lo Yavapai College in Arizona nel 2012. Nel 2014, ha fatto il suo esordio nella stagione inaugurale della League1 Ontario con il Sigma FC. Chiude la stagione con 12 presenze in campionato; in estate si è allenato con i belgi del Genk.

#### FC Montréal
Dopo aver fatto un provino con i Montréal Impact della Major League Soccer e con la sua filiale militante nella USL, il FC Montréal, firmò con quest'ultimi il 14 maggio 2015. Nello stesso giorno, ha esordito in campionato contro i Charleston Battery. Il 16 dicembre 2015 si è accasato allo Swope P.R., filiale dello Sporting K.C.. Il 23 luglio 2016 ha segnato la sua prima rete con il club nella vittoria per 3-0 contro gli OC Blue Star.

#### Sigma FC
In vista della stagione 2017, ha fatto ritorno al Sigma FC, vincendo anche il titolo di difensore dell'anno della League1 Ontario.

#### Nyköpings BIS
Poco prima dell'inizio della stagione 2018, ha firmato con gli svedesi del Nyköpings BIS. A causa di un infortunio durante un allenamento, è rimasto fuori per l'intera stagione, e a giugno ha rescisso il contratto che lo legava.

#### Forge
Il 26 febbraio 2019 viene acquistato dal Forge, formazione militante nella Canadian Premier League. Al termine della stagione, contribuisce alla vittoria del campionato con la sua squadra.

### Nazionale
Il 9 gennaio 2015 è stato convocato dalla nazionale canadese per due partite amichevoli contro l'Islanda. Tuttavia, è rimasto in panchina in entrambe le partite.

## Statistiche

### Presenze e reti nei club
Statistiche aggiornate al 29 settembre 2021.
| Stagione        | Squadra         | Campionato      | Campionato | Campionato | Coppe nazionali | Coppe nazionali | Coppe nazionali | Coppe continentali | Coppe continentali | Coppe continentali | Altre coppe | Altre coppe | Altre coppe | Totale | Totale |
| Stagione        | Squadra         | Comp            | Pres       | Reti       | Comp            | Pres            | Reti            | Comp               | Pres               | Reti               | Comp        | Pres        | Reti        | Pres   | Reti   |
| --------------- | --------------- | --------------- | ---------- | ---------- | --------------- | --------------- | --------------- | ------------------ | ------------------ | ------------------ | ----------- | ----------- | ----------- | ------ | ------ |
| 2015            | FC Montréal     | USL             | 10         | 0          |                 | -               | -               |                    | -                  | -                  |             | -           | -           | 10     | 0      |
| 2016            | Swope P.R.      | USL             | 22         | 1          |                 | -               | -               |                    | -                  | -                  |             | -           | -           | 22     | 1      |
| 2019            | Forge           | CPL             | 13         | 1          | CC              | 0               | 0               | CL                 | 3                  | 0                  |             | -           | -           | 16     | 1      |
| 2020            | Forge           | CPL             | 4          | 0          |                 | -               | -               | CL                 | 3                  | 0                  |             | -           | -           | 7      | 0      |
| 2021            | Forge           | CPL             | 15         | 0          | CC              | 1               | 0               | CL                 | 4                  | 1                  |             | -           | -           | 20     | 1      |
| Totale Forge    | Totale Forge    | Totale Forge    | 30         | 1          |                 | 1               | 0               |                    | 10                 | 1                  |             | -           | -           | 41     | 2      |
| Totale carriera | Totale carriera | Totale carriera | 64         | 2          |                 | 1               | 0               |                    | 10                 | 1                  |             | -           | -           | 75     | 3      |

### Cronologia presenze e reti in nazionale
| Cronologia completa delle presenze e delle reti in nazionale ― Guyana | Cronologia completa delle presenze e delle reti in nazionale ― Guyana | Cronologia completa delle presenze e delle reti in nazionale ― Guyana | Cronologia completa delle presenze e delle reti in nazionale ― Guyana | Cronologia completa delle presenze e delle reti in nazionale ― Guyana | Cronologia completa delle presenze e delle reti in nazionale ― Guyana | Cronologia completa delle presenze e delle reti in nazionale ― Guyana | Cronologia completa delle presenze e delle reti in nazionale ― Guyana |
| Data                                                                  | Città                                                                 | In casa                                                               | Risultato                                                             | Ospiti                                                                | Competizione                                                          | Reti                                                                  | Note                                                                  |
| --------------------------------------------------------------------- | --------------------------------------------------------------------- | --------------------------------------------------------------------- | --------------------------------------------------------------------- | --------------------------------------------------------------------- | --------------------------------------------------------------------- | --------------------------------------------------------------------- | --------------------------------------------------------------------- |
| 25-3-2023                                                             | Hamilton                                                              | Bermuda                                                               | 0 – 2                                                                 | Guyana                                                                | CONCACAF Nations League 2022-2023 - 1º Turno                          | -                                                                     | 80’                                                                   |
| 29-3-2023                                                             | Waterford                                                             | Guyana                                                                | 0 – 0                                                                 | Montserrat                                                            | CONCACAF Nations League 2022-2023 - 1º Turno                          | -                                                                     |                                                                       |
| 18-6-2023                                                             | Fort Lauderdale                                                       | Guyana                                                                | 1 – 1 (6 - 4 dtr)                                                     | Grenada                                                               | Qual. Gold Cup 2023                                                   | -                                                                     |                                                                       |
| 20-6-2023                                                             | Fort Lauderdale                                                       | Guadalupa                                                             | 2 – 0                                                                 | Guyana                                                                | Qual. Gold Cup 2023                                                   | -                                                                     |                                                                       |
| Totale                                                                |                                                                       | Presenze                                                              | 4                                                                     |                                                                       | Reti                                                                  | 0                                                                     |                                                                       |

## Palmarès

### Club

#### Competizioni nazionali
- Canadian Premier League: 3

Forge: 2019, 2020, 2022